# Chloris ambigua
El verderón cabecinegro (Chloris ambigua) es una especie de ave paseriforme de la familia Fringillidae propia del sureste de Asia.

## Distribución y hábitat
Se puede encontrar en China, Laos, Birmania, Tailandia, y Vietnam.
Sus hábitats naturales son el bosque subtropical y el matorral montano.